# Ardeidae
Ardéidés
Famille
Ardeidae (les Ardéidés) est une famille d'oiseaux regroupant les hérons, les aigrettes, les butors et d'autres oiseaux apparentés (crabiers, bihoreaux, savacou, onorés et blongios). Elle comprend 19 genres et 67 espèces.
Le nom de cette famille, créé per le zoologiste Leach, provient de celui du genre Ardea, créé par Linné d'après le nom grec du héron, erôidios ou arôidios, et qui a donné son nom latin ardea.

## Description

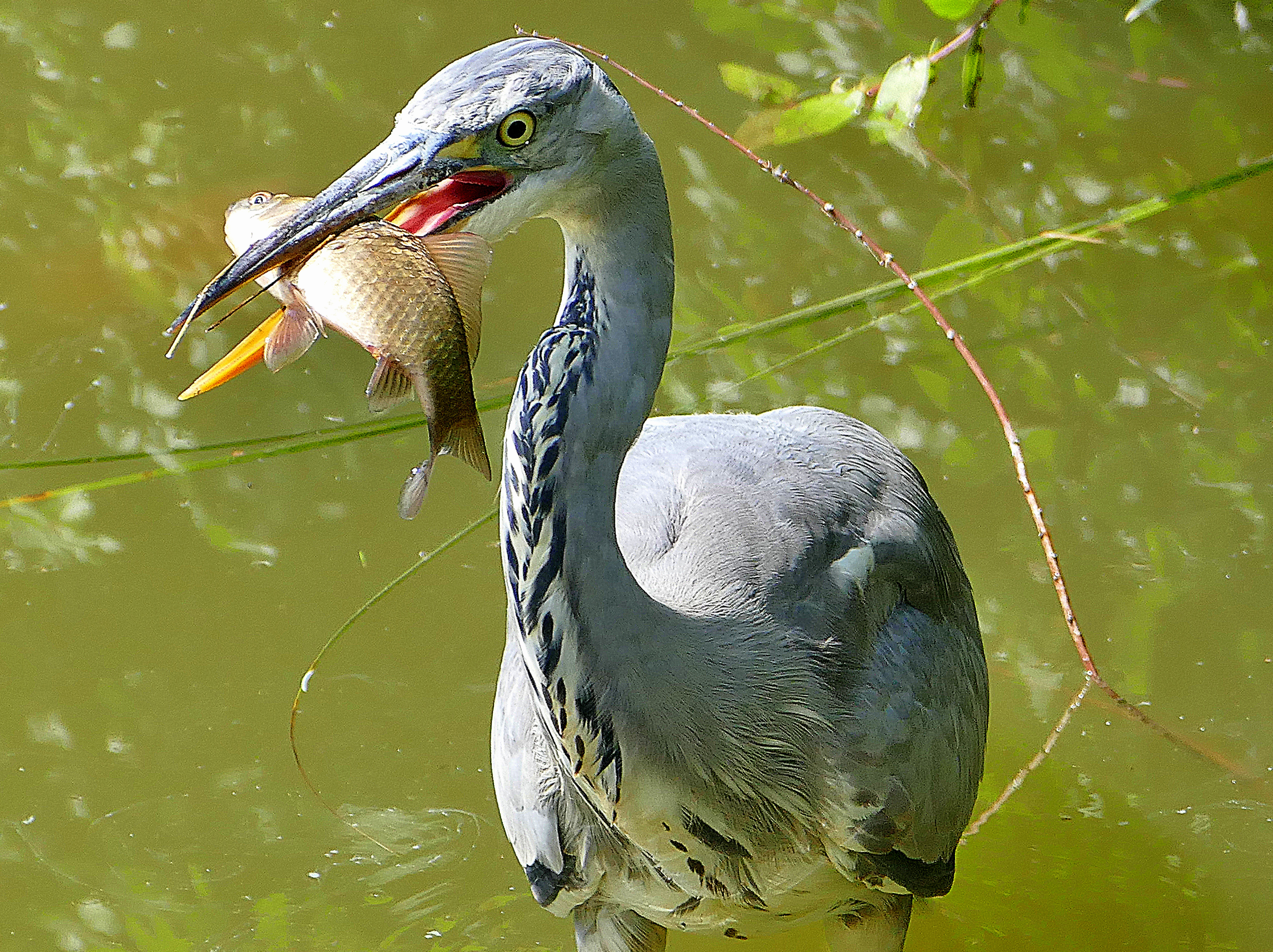
Si la proie est trop grosse, le héron cendré peut la laisser tomber au sol pour l'achever en la perforant à coups de bec fermé.

Ces oiseaux sont des échassiers de taille moyenne à grande (de 27 à 140 cm), dotés d'un cou long et grêle (replié en S au repos et en vol mais se tendant lorsqu'ils sont en alerte ou qu'ils capturent une proie), de longues pattes tendues vers l'arrière en vol, et d'un bec jaune orangé, allongé et conique en forme de poignard. Cette forme est adaptée au harponnage : leur chasse à la quête ou à l'affût jour et nuit se conclut par la capture de proies surtout aquatiques (poissons) mais également terrestres. Lorsque leur cible est à leur portée, ils détendent leur cou comme un ressort et projettent leur bec, tel un harpon, vers la proie saisie dans la pince aiguë des mandibules. Ce bec est caractéristique du piscivore, régime majoritaire de la famille. Tous les genres, à l'exception des Butors, sont sociables et nichent en colonies, appelées héronnières.

## Habitats et répartition
Cosmopolites à l'exception de l'Antarctique, ils présentent la plus grande diversité sous les tropiques. Ils fréquentent une grande diversité de milieux humides ; quelques espèces sont principalement terrestres.
En Europe occidentale, on compte 9 espèces (les autres sont considérées comme accidentelles) : le Butor étoilé, le Blongios nain, le Bihoreau gris, le Héron garde-bœufs, le Crabier chevelu, l'Aigrette garzette, la Grande aigrette, le Héron cendré et le Héron pourpré.

## Taxonomie

### Liste alphabétique des genres

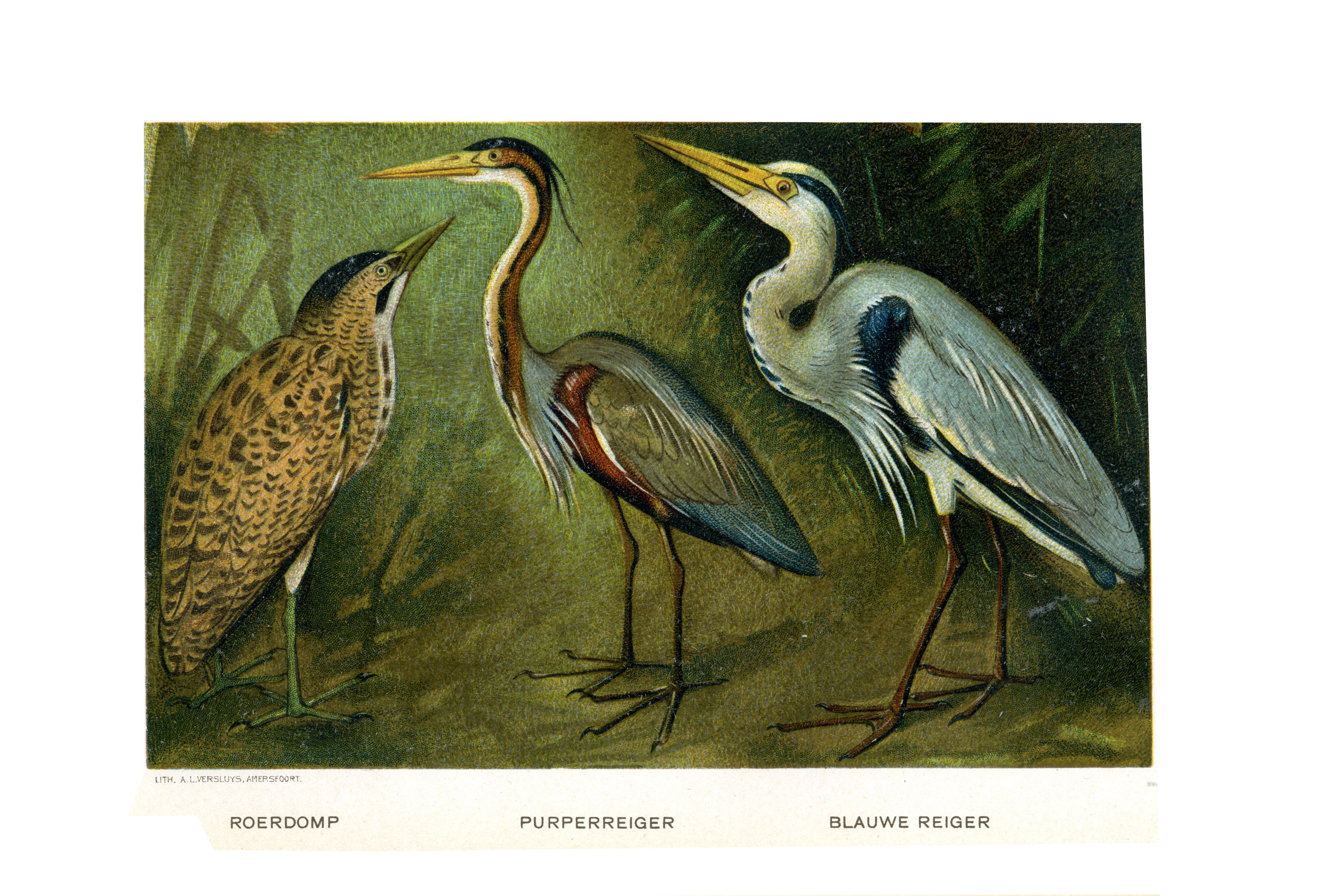
Butor étoilé, Héron pourpré, Héron cendré

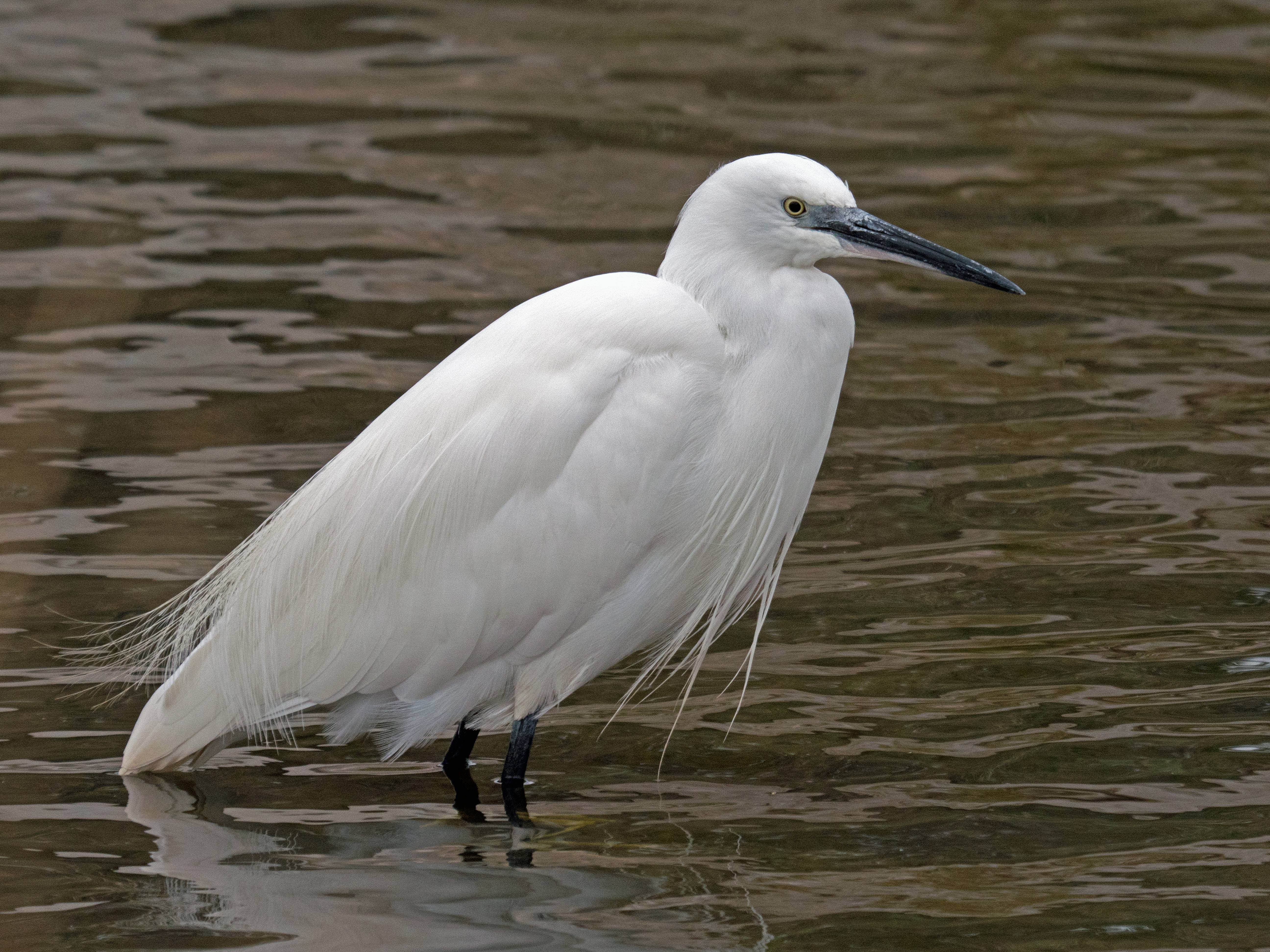
Aigrette garzette Egretta garzetta

Selon la classification de référence du Congrès ornithologique international (15.1, 2025) :
- Tigriornis (1 espèce)
- Tigrisoma (3 espèces)
- Cochlearius (1 espèce)
- Agamia (1 espèce)
- Zebrilus (1 espèce)
- Botaurus (14 espèces)
- Nyctanassa (2 espèces)
- Nycticorax (6 espèces)
- Gorsachius (2 espèces)
- Pilherodius (1 espèce)
- Syrigma (1 espèce)
- Egretta (13 espèces)
- Calherodius (1 espèce)
- Oroanassa (1 espèce)
- Butorides (4 espèces)
- Zonerodius (1 espèce)
- Ardeola (6 espèces)
- Ardea (16 espèces)

Parmi celles-ci, six espèces sont éteintes :
- † Ixobrychus novaezelandiae – Blongios à dos noir ;
- † Nyctanassa carcinocatactes – Bihoreau des Bermudes ;
- † Nycticorax olsoni – Bihoreau d'Ascension ;
- † Nycticorax duboisi – Bihoreau de la Réunion ;
- † Nycticorax mauritianus – Bihoreau de Maurice ;
- † Nycticorax megacephalus –Bihoreau de Rodrigues.